# Makilala
Makilala è una municipalità di seconda classe delle Filippine, situata nella Provincia di Cotabato, nella Regione del Soccsksargen.
Makilala è formata da 38 baranggay:
- Batasan
- Bato
- Biangan
- Buena Vida
- Buhay
- Bulakanon
- Cabilao
- Concepcion
- Dagupan
- Garsika
- Guangan
- Indangan
- Jose Rizal
- Katipunan II
- Kawayanon
- Kisante
- Leboce
- Libertad
- Luayon

- Luna Norte
- Luna Sur
- Malabuan
- Malasila
- Malungon
- New Baguio
- New Bulatukan
- New Cebu
- New Israel
- Old Bulatukan
- Poblacion
- Rodero
- Saguing
- San Vicente
- Santa Felomina
- Santo Niño
- Sinkatulan
- Taluntalunan
- Villaflores